# Résultats par circonscription des élections législatives finlandaises de 2023
 (octobre 2024).
Si vous disposez d'ouvrages ou d'articles de référence ou si vous connaissez des sites web de qualité traitant du thème abordé ici, merci de compléter l'article en donnant les références utiles à sa vérifiabilité et en les liant à la section « Notes et références ».
Cette page présente les résultats des élections législatives finlandaises de 2023 dans chacune des treize circonscriptions que comporte le pays.

## Résumé
| Parti | Parti         | 1 Hels. | 1 Hels. | 2 Uusi. | 2 Uusi. | 3 Finl. | 3 Finl. | 4 Sata. | 4 Sata. | 5 Åland | 5 Åland | 6 Häme | 6 Häme | 7 Pirk. | 7 Pirk. | 8 Sud- Est | 8 Sud- Est | 9 Sav.- Car. | 9 Sav.- Car. | 10 Vaasa | 10 Vaasa | 11 Centr. | 11 Centr. | 12 Oulu | 12 Oulu | 13 Lapo. | 13 Lapo. | Total | Total | Total |
| Parti | Parti         | %       | S.      | %       | S.      | %       | S.      | %       | S.      | %       | S.      | %      | S.     | %       | S.      | %          | S.         | %            | S.           | %        | S.       | %         | S.        | %       | S.      | %        | S.       | %     | %     | S.    |
| ----- | ------------- | ------- | ------- | ------- | ------- | ------- | ------- | ------- | ------- | ------- | ------- | ------ | ------ | ------- | ------- | ---------- | ---------- | ------------ | ------------ | -------- | -------- | --------- | --------- | ------- | ------- | -------- | -------- | ----- | ----- | ----- |
|       | Kok           | 26,5    | 7       | 26,2    | 11      | 23,0    | 5       | 17,0    | 2       |         |         | 21,5   | 3      | 21,5    | 5       | 22,0       | 4          | 16,3         | 3            | 14,2     | 2        | 16,3      | 2         | 14,9    | 3       | 12,2     | 1        |       | 20,82 | 48    |
|       | PS            | 11,3    | 3       | 18,2    | 7       | 20,0    | 4       | 26,6    | 3       | 24,4    | 4       | 20,2   | 5      | 22,7    | 4       | 20,0       | 3          | 21,3         | 4            | 20,5     | 2        | 25,4      | 5         | 26,8    | 2       |          | 20,05    | 46    |       |       |
|       | SDP           | 20,8    | 5       | 19,9    | 8       | 18,1    | 3       | 24,6    | 2       | 23,7    | 4       | 25,9   | 6      | 23,7    | 4       | 19,1       | 3          | 11,7         | 2            | 22,8     | 3        | 13,7      | 2         | 18,1    | 1       |          | 19,93    | 43    |       |       |
|       | Kesk          | 1,6     | 0       | 4,8     | 2       | 8,4     | 1       | 13,9    | 1       | 8,6     | 1       | 7,1    | 1      | 13,6    | 2       | 19,7       | 3          | 17,9         | 3            | 17,7     | 2        | 25,0      | 5         | 24,8    | 2       |          | 11,30    | 23    |       |       |
|       | Vas           | 11,8    | 3       | 4,6     | 1       | 11,6    | 2       | 8,3     | —       | 5,9     | 1       | 6,9    | 1      | 3,7     | —       | 5,5        | 1          | 2,4          | —            | 6,5      | —        | 9,4       | 2         | 9,9     | —       |          | 7,06     | 11    |       |       |
|       | Vihr          | 15,3    | 4       | 7,6     | 3       | 7,0     | 1       | 2,7     | —       | 4,7     | —       | 7,5    | 1      | 5,1     | 1       | 5,7        | 1          | 2,7          | —            | 7,6      | 1        | 5,0       | 1         | 3,5     | —       |          | 7,03     | 13    |       |       |
|       | SFP           | 5,1     | 1       | 8,7     | 3       | 5,0     | 1       | 0,3     | —       | 0,3     | —       | 0,3    | —      | 0,2     | —       | 0,1        | —          | 19,3         | 4            | 0,1      | —        | 0,2       | —         | 0,3     | —       |          | 4,31     | 9     |       |       |
|       | KD            | 1,9     | —       | 3,5     | 1       | 2,8     | —       | 3,2     | —       | 5,5     | 1       | 5,4    | 1      | 3,5     | —       | 9,8        | 1          | 6,9          | 1            | 5,3      | —        | 3,1       | —         | 1,1     | —       |          | 4,25     | 5     |       |       |
|       | LN            | 2,3     | —       | 3,7     | 1       | 2,4     | —       | 1,7     | —       | 3,1     | —       | 2,5    | —      | 3,5     | —       | 2,1        | —          | 1,5          | —            | 1,3      | —        | 1,1       | —         | 0,7     | —       |          | 2,42     | 1     |       |       |
|       | Åland         |         |         |         |         |         |         |         |         | 85,6    | 1       |        |        |         |         |            |            |              |              |          |          |           |           |         |         |          |          |       | 0,37  | 1     |
|       | Autres partis | 3,5     | —       | 3,0     | —       | 1,8     | —       | 1,5     | —       | 14,4    | —       | 2,2    | —      | 2,0     | —       | 1,9        | —          | 1,6          | —            | 1,9      | —        | 1,9       | —         | 1,3     | —       | 2,7      | —        |       | 2,46  | 0     |
| Total | Total         | 100     | 23      | 100     | 37      | 100     | 17      | 100     | 8       | 100     | 1       | 100    | 14     | 100     | 20      | 100        | 15         | 100          | 15           | 100      | 16       | 100       | 10        | 100     | 18      | 100      | 6        | 100   | 100   | 200   |

## Helsinki
| Parti                  | Parti                                     | Voix    | %    | +/- | Sièges | +/-           |
| ---------------------- | ----------------------------------------- | ------- | ---- | --- | ------ | ------------- |
|                        | Parti de la coalition nationale (Kok)     |         | 26,5 |     | 7      |               |
|                        | Parti social-démocrate de Finlande (SDP)  |         | 20,8 |     | 5      |               |
|                        | Ligue verte (Vihr)                        |         | 15,3 |     | 4      |               |
|                        | Alliance de gauche (Vas)                  |         | 11,8 |     | 3      |               |
|                        | Parti des Finlandais (PS)                 |         | 11,3 |     | 3      |               |
|                        | Parti populaire suédois de Finlande (SFP) |         | 5,1  |     | 1      |               |
|                        | Mouvement maintenant (LN)                 |         | 2,3  |     | 0      |               |
|                        | Chrétiens-démocrates (KD)                 |         | 1,9  |     | 0      |               |
|                        | Parti du centre (Kesk)                    |         | 1,6  |     | 0      |               |
|                        | Parti libéral - Liberté de choisir (LVV)  |         | 0,9  |     | 0      | en stagnation |
|                        | Alliance pour la liberté (VL)             |         | 0,8  | Nv. | 0      | en stagnation |
|                        | Autres partis                             |         |      | –   |        | –             |
|                        |                                           |         |      |     |        |               |
| Votes valides          |                                           |         |      |     |        |               |
| Votes invalides        |                                           |         |      |     |        |               |
| Total                  | Total                                     |         | 100  | –   | 23     | 1             |
| Abstentions            |                                           |         |      |     |        |               |
| Inscrits/Participation | Inscrits/Participation                    | 546 375 |      |     |        |               |

## Uusimaa
| Parti                  | Parti                                     | Voix    | %    | +/- | Sièges | +/- |
| ---------------------- | ----------------------------------------- | ------- | ---- | --- | ------ | --- |
|                        | Parti de la coalition nationale (Kok)     |         | 26,2 |     | 11     |     |
|                        | Parti social-démocrate de Finlande (SDP)  |         | 19,9 |     | 8      |     |
|                        | Parti des Finlandais (PS)                 |         | 18,2 |     | 7      |     |
|                        | Parti populaire suédois de Finlande (SFP) |         | 8,7  |     | 3      |     |
|                        | Ligue verte (Vihr)                        |         | 7,6  |     | 3      |     |
|                        | Parti du centre (Kesk)                    |         | 4,8  |     | 2      |     |
|                        | Alliance de gauche (Vas)                  |         | 4,6  |     | 1      |     |
|                        | Mouvement maintenant (LN)                 |         | 3,7  |     | 1      |     |
|                        | Chrétiens-démocrates (KD)                 |         | 3,5  |     | 1      |     |
|                        | Alliance pour la liberté (VL)             |         | 0,9  | Nv. | 0      |     |
|                        | Parti libéral - Liberté de choisir (LVV)  |         | 0,8  |     | 0      |     |
|                        | Autres partis                             |         |      | –   |        | –   |
|                        |                                           |         |      |     |        |     |
| Votes valides          |                                           |         |      |     |        |     |
| Votes invalides        |                                           |         |      |     |        |     |
| Total                  | Total                                     |         | 100  | –   | 37     | 1   |
| Abstentions            |                                           |         |      |     |        |     |
| Inscrits/Participation | Inscrits/Participation                    | 801 205 |      |     |        |     |

## Finlande Propre
| Parti                  | Parti                                     | Voix    | %    | +/- | Sièges | +/-           |
| ---------------------- | ----------------------------------------- | ------- | ---- | --- | ------ | ------------- |
|                        | Parti de la coalition nationale (Kok)     |         | 23,0 |     | 5      |               |
|                        | Parti des Finlandais (PS)                 |         | 20,0 |     | 4      |               |
|                        | Parti social-démocrate de Finlande (SDP)  |         | 18,1 |     | 3      |               |
|                        | Alliance de gauche (Vas)                  |         | 11,6 |     | 2      |               |
|                        | Parti du centre (Kesk)                    |         | 8,4  |     | 1      |               |
|                        | Ligue verte (Vihr)                        |         | 7,0  |     | 1      |               |
|                        | Parti populaire suédois de Finlande (SFP) |         | 5,0  |     | 1      |               |
|                        | Chrétiens-démocrates (KD)                 |         | 2,8  |     | 0      |               |
|                        | Mouvement maintenant (LN)                 |         | 2,4  |     | 0      |               |
|                        | Alliance pour la liberté (VL)             |         | 0,8  | Nv. |        |               |
|                        | Autres partis                             |         |      | –   |        | –             |
|                        |                                           |         |      |     |        |               |
| Votes valides          |                                           |         |      |     |        |               |
| Votes invalides        |                                           |         |      |     |        |               |
| Total                  | Total                                     |         | 100  | –   | 17     | en stagnation |
| Abstentions            |                                           |         |      |     |        |               |
| Inscrits/Participation | Inscrits/Participation                    | 398 903 |      |     |        |               |

## Satakunta
| Parti                  | Parti                                    | Voix    | %    | +/- | Sièges | +/-           |
| ---------------------- | ---------------------------------------- | ------- | ---- | --- | ------ | ------------- |
|                        | Parti des Finlandais (PS)                |         | 26,6 |     | 3      |               |
|                        | Parti social-démocrate de Finlande (SDP) |         | 24,6 |     | 2      |               |
|                        | Parti de la coalition nationale (Kok)    |         | 17,0 |     | 2      |               |
|                        | Parti du centre (Kesk)                   |         | 13,9 |     | 1      |               |
|                        | Alliance de gauche (Vas)                 |         | 8,3  |     | 0      |               |
|                        | Chrétiens-démocrates (KD)                |         | 3,2  |     | 0      |               |
|                        | Ligue verte (Vihr)                       |         | 2,7  |     | 0      |               |
|                        | Mouvement maintenant (LN)                |         | 1,7  | Nv. | 0      |               |
|                        | Alliance pour la liberté (VL)            |         | 1,2  | Nv. | 0      |               |
|                        | Autres partis                            |         |      | –   |        | –             |
|                        |                                          |         |      |     |        |               |
| Votes valides          |                                          |         |      |     |        |               |
| Votes invalides        |                                          |         |      |     |        |               |
| Total                  | Total                                    |         | 100  | –   | 8      | en stagnation |
| Abstentions            |                                          |         |      |     |        |               |
| Inscrits/Participation | Inscrits/Participation                   | 176 653 |      |     |        |               |

## Åland
|                        | Coalition ålandaise (ÅS)   |        | 85,6 |     |  |
|                        | Bien-être et égalité       |        | 6,9  | Nv. |  |
|                        | Coalition des indépendants |        | 3,8  | Nv. |  |
|                        | Initiative durable         |        | 3,7  | Nv. |  |
|                        |                            |        |      |     |  |
| Votes valides          |                            |        |      |     |  |
| Votes invalides        |                            |        |      |     |  |
| Total                  | Total                      |        | 100  | –   |  |
| Abstentions            |                            |        |      |     |  |
| Inscrits/Participation | Inscrits/Participation     | 28 236 |      |     |  |

## Häme
| Parti                  | Parti                                    | Voix    | %    | +/- | Sièges | +/-           |
| ---------------------- | ---------------------------------------- | ------- | ---- | --- | ------ | ------------- |
|                        | Parti des Finlandais (PS)                |         | 24,4 |     | 4      |               |
|                        | Parti social-démocrate de Finlande (SDP) |         | 23,7 |     | 4      |               |
|                        | Parti de la coalition nationale (Kok)    |         | 21,5 |     | 3      |               |
|                        | Parti du centre (Kesk)                   |         | 8,6  |     | 1      |               |
|                        | Alliance de gauche (Vas)                 |         | 5,9  |     | 1      |               |
|                        | Chrétiens-démocrates (KD)                |         | 5,5  |     | 1      |               |
|                        | Ligue verte (Vihr)                       |         | 4,7  |     | 0      |               |
|                        | Mouvement maintenant (LN)                |         | 3,1  |     | 0      |               |
|                        | Alliance pour la liberté (VL)            |         | 0,7  | Nv. | 0      |               |
|                        | Autres partis                            |         |      | –   |        | –             |
|                        |                                          |         |      |     |        |               |
| Votes valides          |                                          |         |      |     |        |               |
| Votes invalides        |                                          |         |      |     |        |               |
| Total                  | Total                                    |         | 100  | –   | 14     | en stagnation |
| Abstentions            |                                          |         |      |     |        |               |
| Inscrits/Participation | Inscrits/Participation                   | 310 047 |      |     |        |               |

## Pirkanmaa
| Parti                  | Parti                                    | Voix    | %    | +/- | Sièges | +/- |
| ---------------------- | ---------------------------------------- | ------- | ---- | --- | ------ | --- |
|                        | Parti social-démocrate de Finlande (SDP) |         | 25,9 |     | 6      |     |
|                        | Parti de la coalition nationale (Kok)    |         | 21,5 |     | 5      |     |
|                        | Parti des Finlandais (PS)                |         | 20,2 |     | 5      |     |
|                        | Ligue verte (Vihr)                       |         | 7,5  |     | 1      |     |
|                        | Parti du centre (Kesk)                   |         | 7,1  |     | 1      |     |
|                        | Alliance de gauche (Vas)                 |         | 6,9  |     | 1      |     |
|                        | Chrétiens-démocrates (KD)                |         | 5,4  |     | 1      |     |
|                        | Mouvement maintenant (LN)                |         | 2,5  |     | 0      |     |
|                        | Alliance pour la liberté (VL)            |         | 0,9  | Nv. | 0      |     |
|                        | Parti libéral - Liberté de choisir (LVV) |         | 0,7  |     | 0      |     |
|                        | Autres partis                            |         |      | –   |        | –   |
|                        |                                          |         |      |     |        |     |
| Votes valides          |                                          |         |      |     |        |     |
| Votes invalides        |                                          |         |      |     |        |     |
| Total                  | Total                                    |         | 100  | –   | 20     | 1   |
| Abstentions            |                                          |         |      |     |        |     |
| Inscrits/Participation | Inscrits/Participation                   | 437 155 |      |     |        |     |

## Finlande du Sud-Est
| Parti                  | Parti                                    | Voix    | %    | +/- | Sièges | +/- |
| ---------------------- | ---------------------------------------- | ------- | ---- | --- | ------ | --- |
|                        | Parti social-démocrate de Finlande (SDP) |         | 23,7 |     | 4      |     |
|                        | Parti des Finlandais (PS)                |         | 22,7 |     | 4      |     |
|                        | Parti de la coalition nationale (Kok)    |         | 22,0 |     | 4      |     |
|                        | Parti du centre (Kesk)                   |         | 13,6 |     | 2      |     |
|                        | Ligue verte (Vihr)                       |         | 5,1  |     | 1      |     |
|                        | Alliance de gauche (Vas)                 |         | 3,7  |     | 0      |     |
|                        | Mouvement maintenant (LN)                |         | 3,5  |     | 0      |     |
|                        | Chrétiens-démocrates (KD)                |         | 3,5  |     | 0      |     |
|                        | Alliance pour la liberté (VL)            |         | 0,8  | Nv. | 0      |     |
|                        | Autres partis                            |         |      | –   |        | –   |
|                        |                                          |         |      |     |        |     |
| Votes valides          |                                          |         |      |     |        |     |
| Votes invalides        |                                          |         |      |     |        |     |
| Total                  | Total                                    |         | 100  | –   | 15     | 2   |
| Abstentions            |                                          |         |      |     |        |     |
| Inscrits/Participation | Inscrits/Participation                   | 353 468 |      |     |        |     |

## Savonie-Carélie
| Parti                  | Parti                                    | Voix    | %    | +/- | Sièges | +/-           |
| ---------------------- | ---------------------------------------- | ------- | ---- | --- | ------ | ------------- |
|                        | Parti des Finlandais (PS)                |         | 20,0 |     | 3      |               |
|                        | Parti du centre (Kesk)                   |         | 19,7 |     | 3      |               |
|                        | Parti social-démocrate de Finlande (SDP) |         | 19,1 |     | 3      |               |
|                        | Parti de la coalition nationale (Kok)    |         | 16,3 |     | 3      |               |
|                        | Chrétiens-démocrates (KD)                |         | 9,8  |     | 1      |               |
|                        | Ligue verte (Vihr)                       |         | 5,7  |     | 1      |               |
|                        | Alliance de gauche (Vas)                 |         | 5,5  |     | 1      |               |
|                        | Mouvement maintenant (LN)                |         | 2,1  |     | 0      |               |
|                        | Alliance pour la liberté (VL)            |         | 0,7  | Nv. | 0      |               |
|                        | Autres partis                            |         |      | –   |        | –             |
|                        |                                          |         |      |     |        |               |
| Votes valides          |                                          |         |      |     |        |               |
| Votes invalides        |                                          |         |      |     |        |               |
| Total                  | Total                                    |         | 100  | –   | 15     | en stagnation |
| Abstentions            |                                          |         |      |     |        |               |
| Inscrits/Participation | Inscrits/Participation                   | 343 887 |      |     |        |               |

## Vaasa
| Parti                  | Parti                                     | Voix    | %    | +/- | Sièges | +/-           |
| ---------------------- | ----------------------------------------- | ------- | ---- | --- | ------ | ------------- |
|                        | Parti des Finlandais (PS)                 |         | 21,3 |     | 4      |               |
|                        | Parti populaire suédois de Finlande (SFP) |         | 19,3 |     | 4      |               |
|                        | Parti du centre (Kesk)                    |         | 17,9 |     | 3      |               |
|                        | Parti de la coalition nationale (Kok)     |         | 14,2 |     | 2      |               |
|                        | Parti social-démocrate de Finlande (SDP)  |         | 11,7 |     | 2      |               |
|                        | Chrétiens-démocrates (KD)                 |         | 6,9  |     | 1      |               |
|                        | Ligue verte (Vihr)                        |         | 2,7  |     | 0      |               |
|                        | Alliance de gauche (Vas)                  |         | 2,4  |     | 0      |               |
|                        | Mouvement maintenant (LN)                 |         | 1,5  | Nv. | 0      |               |
|                        | Alliance pour la liberté (VL)             |         | 1,4  | Nv. | 0      |               |
|                        | Autres partis                             |         |      | –   |        | –             |
|                        |                                           |         |      |     |        |               |
| Votes valides          |                                           |         |      |     |        |               |
| Votes invalides        |                                           |         |      |     |        |               |
| Total                  | Total                                     |         | 100  | –   | 16     | en stagnation |
| Abstentions            |                                           |         |      |     |        |               |
| Inscrits/Participation | Inscrits/Participation                    | 365 027 |      |     |        |               |

## Finlande centrale
| Parti                  | Parti                                    | Voix    | %    | +/- | Sièges | +/-           |
| ---------------------- | ---------------------------------------- | ------- | ---- | --- | ------ | ------------- |
|                        | Parti social-démocrate de Finlande (SDP) |         | 22,8 |     | 3      |               |
|                        | Parti des Finlandais (PS)                |         | 20,5 |     | 2      |               |
|                        | Parti du centre (Kesk)                   |         | 17,7 |     | 2      |               |
|                        | Parti de la coalition nationale (Kok)    |         | 16,3 |     | 2      |               |
|                        | Ligue verte (Vihr)                       |         | 7,6  |     | 1      |               |
|                        | Alliance de gauche (Vas)                 |         | 6,5  |     | 0      |               |
|                        | Chrétiens-démocrates (KD)                |         | 5,3  |     | 0      |               |
|                        | Mouvement maintenant (LN)                |         | 1,3  |     | 0      |               |
|                        | Alliance pour la liberté (VL)            |         | 0,9  | Nv. | 0      |               |
|                        | Autres partis                            |         |      | –   |        | –             |
|                        |                                          |         |      |     |        |               |
| Votes valides          |                                          |         |      |     |        |               |
| Votes invalides        |                                          |         |      |     |        |               |
| Total                  | Total                                    |         | 100  | –   | 10     | en stagnation |
| Abstentions            |                                          |         |      |     |        |               |
| Inscrits/Participation | Inscrits/Participation                   | 226 335 |      |     |        |               |

## Oulu
| Parti                  | Parti                                    | Voix    | %    | +/- | Sièges | +/-           |
| ---------------------- | ---------------------------------------- | ------- | ---- | --- | ------ | ------------- |
|                        | Parti des Finlandais (PS)                |         | 25,4 |     | 5      |               |
|                        | Parti du centre (Kesk)                   |         | 25,0 |     | 5      |               |
|                        | Parti de la coalition nationale (Kok)    |         | 14,9 |     | 3      |               |
|                        | Parti social-démocrate de Finlande (SDP) |         | 13,7 |     | 2      |               |
|                        | Alliance de gauche (Vas)                 |         | 9,4  |     | 2      |               |
|                        | Ligue verte (Vihr)                       |         | 5,0  |     | 1      |               |
|                        | Chrétiens-démocrates (KD)                |         | 3,1  |     | 0      |               |
|                        | Mouvement maintenant (LN)                |         | 1,1  |     | 0      |               |
|                        | Alliance pour la liberté (VL)            |         | 1,1  | Nv. | 0      |               |
|                        | Autres partis                            |         |      | –   |        | –             |
|                        |                                          |         |      |     |        |               |
| Votes valides          |                                          |         |      |     |        |               |
| Votes invalides        |                                          |         |      |     |        |               |
| Total                  | Total                                    |         | 100  | –   | 18     | en stagnation |
| Abstentions            |                                          |         |      |     |        |               |
| Inscrits/Participation | Inscrits/Participation                   | 393 643 |      |     |        |               |

## Laponie
| Parti                  | Parti                                    | Voix    | %    | +/- | Sièges | +/- |
| ---------------------- | ---------------------------------------- | ------- | ---- | --- | ------ | --- |
|                        | Parti des Finlandais (PS)                |         | 26,8 |     | 2      |     |
|                        | Parti du centre (Kesk)                   |         | 24,8 |     | 2      |     |
|                        | Parti social-démocrate de Finlande (SDP) |         | 18,1 |     | 1      |     |
|                        | Parti de la coalition nationale (Kok)    |         | 12,2 |     | 1      |     |
|                        | Alliance de gauche (Vas)                 |         | 9,9  |     | 0      |     |
|                        | Ligue verte (Vihr)                       |         | 3,5  |     | 0      |     |
|                        | Liste indépendante de Laponie (LSYL)     |         | 1,3  | Nv. | 0      |     |
|                        | Chrétiens-démocrates (KD)                |         | 1,1  |     | 0      |     |
|                        | Alliance pour la liberté (VL)            |         | 0,7  | Nv. | 0      |     |
|                        | Mouvement maintenant (LN)                |         | 0,7  |     | 0      |     |
|                        | Autres partis                            |         |      | –   |        | –   |
|                        |                                          |         |      |     |        |     |
| Votes valides          |                                          |         |      |     |        |     |
| Votes invalides        |                                          |         |      |     |        |     |
| Total                  | Total                                    |         | 100  | –   | 6      | 1   |
| Abstentions            |                                          |         |      |     |        |     |
| Inscrits/Participation | Inscrits/Participation                   | 159 503 |      |     |        |     |